# Blumeria graminis
Genre
Espèce
Synonymes
- Acrosporium monilioides Nees[1]
- Erysiphe graminis DC.[1]
- Oidium monilioides (Nees) Link[1]
- Oidium tritici[1]

Blumeria graminis est une espèce de champignons ascomycètes de la famille des Erysiphaceae.
Ce champignon phytopathogène est l'agent d'une maladie fongique (« blanc » des céréales ou oïdium des céréales) qui touche certains végétaux de la famille des Poaceae. On la trouve notamment sur les feuilles des céréales.
C'est la seule espèce du genre Blumeria (genre monotypique). Elle était autrefois aussi appelée Erysiphe graminis, Oidium monilioides ou Oidium tritici.

## Systématique
Antérieurement Blumeria graminis était incluse dans le genre Erysiphe, mais des études de  biologie moléculaire ont conduit à la renommer. 
Le genre Blumeria diffère également morphologiquement des Erysiphe (par la forme de ses haustoria et par des détails des parois des conidies).
Huit « formes spéciales » (ff. spp.) de Blumeria graminis ont été distinguées, chacune correspondant au parasitisme d'un genre botanique particulier.

## Pathogénicité et prévalence
C'est une maladie fongique courante sur l'orge et de nombreuses cultures céréalières en Europe du Nord. L'infection est causée par différentes formae speciales de Blumeria graminis, qui parasite un genre de plante particulier. B. graminis f. sp. tritici parasite le blé (Triticum sp.), f. sp. hordei parasite l'orge (Hordeum sp.), f. sp. avenae parasite l'avoine (Avena sp.), f. sp. secalis le seigle (Secale sp.) et f. sp. agropyri parasite des herbes des genres Agropyron et Elymus.

## Morphologie
Le mycélium peut coloniser la surface des feuilles presque complètement, notamment la face supérieure des feuilles. 
Les fructifications des cléistothèces sont brun foncé, globuleuses avec des asques filamenteuses. Les ascospores sont ellipsoïdes, mesurant 20-30 × 10-13 µm environ.

## Écologie
Comme les autres oïdiums, c'est un champignon biotrophe qui est dispersé par ses conidies ou ses ascospores. Parmi les oïdiums, c'est un de ceux qui se développent le mieux par temps assez sec.

## Génétique
Le génome de Blumeria graminis f. sp. hordei a récemment été séquencé, dans le cadre du projet  BIOEXPLOIT (« Exploitation of natural plant biodiversity for the pesticide-free production of food »), avec l'aide de l'Europe. Le génome de Blumeria graminis f. sp. tritici a été séquencé en 2013  et a permis de découvrir des aspects très intéressants de l'évolution du parasitisme dans cette forma specialis.
C'est le génome fongique le plus répétitif que a été séquencé avec 90 % d'élément transposables.

## Blumeria graminis forma specialis tritici
Blumeria graminis forma specialis tritici parasite le blé (Triticum sp.) et cause l'oïdium du blé. Cette maladie est très facile à diagnostiquer, mais difficile à traiter. Au début, de petit cercles blancs apparaissent à la surface des feuilles atteintes par l'infection. Plus tard les cercles deviennent gris et noirs.

### Reproduction

Reproduction de l'oïdium du blé.

La reproduction est sexuée et asexuée, mais l'infection se produit pendant la phase asexuée. L'infection commence à la fin du printemps ou au début de l'été quand les conidies arrivent à la surface des feuilles et pénètrent dans la paroi cellulaire. Une fois à l'intérieur des cellules, le champignon forme l' haustorium qui permet obtenir des éléments nutritifs du blé. Ensuite, la formation d'hyphes secondaires peut conduire à la formation de conidies qui permettent la dispersion du pathogène. La phase sexuée commence à la fin de l'été quand les hyphes secondaires se recombinent et les cléistothèces contenant les ascospores sont formées. Ces cléistothèces peuvent survivre dans des conditions défavorables, et permettent la survie des spores pendant l'hiver. Les conidies peuvent aussi résister à l'hiver dans des « ponts verts ».